# 田村町栃本
田村町栃本（たむらまち とちもと）は、福島県郡山市の大字である。郵便番号は963-1244。

## 地理
郡山市南東部の田村地区に属する。西で田村町谷田川、北で田村町栃山神、東で田村町糠塚、南で須賀川市小倉、須賀川市塩田とそれぞれ隣接する。概ね町村制施行以前の田村郡栃本村の流れを汲む地域である。一級水系阿武隈川水系谷田川上流域や支流の河ウツ川などの流域を主な範囲とする。域内のほとんどを山林が占め、川に沿った谷あいの平地に田畑が広がり、山裾や東西に貫く国道49号に沿い集落が点在する。田村町田母神に所在する郡山警察署二瀬駐在所及び田村町岩作に所在する郡山消防署田村分署がそれぞれ管轄にあたる。

### 主な字
字
- 鈴ケ内
- 龍ケ馬場
- 市穀
- 坂ノ下

- 樋ノ口
- 大花
- 河ウツ
- 六地蔵

- 大梨子
- 水沢
- 谷地
- 赤目立

### 山岳
- 宇津峰山

### 河川・湖沼
一級水系阿武隈川水系
- 谷田川
  - 河ウツ川

## 歴史
- 1879年1月27日 - 幕府領栃本村が福島県内における郡区町村制の施行により田村郡の村となる。
- 1889年4月1日 - 町村制の施行により栃本村が田母神村、川曲村、栃山神村、糠塚村、上道渡村、下道渡村、谷田川村と合併し田村郡二瀬村が発足する。旧栃本村域は二瀬村の大字となる。
- 1955年3月1日 - 二瀬村が田村町と合併し、田村町の大字となる。
- 1965年5月1日 - 田村町が郡山市、安積郡富久山町、日和田町、熱海町、安積町、喜久田村、逢瀬村、片平村、三穂田村、湖南村と合併し新たな郡山市が設立され、郡山市の大字となる。

## 世帯数と人口
2024年1月1日現在の世帯数と人口は以下の通りである。
| 大字       | 世帯数  | 人口  |
| ---------- | ------- | ----- |
| 田村町栃本 | 140世帯 | 292人 |

## 小・中学校の学区
市立小・中学校に通う場合、学区は以下の通りとなる。
| 番地 | 小学校               | 中学校             |
| ---- | -------------------- | ------------------ |
| 全域 | 郡山市立谷田川小学校 | 郡山市立守山中学校 |

## 交通

### 道路
- 国道49号
- 福島県道40号飯野三春石川線
- 二級市道178号栃本栃山神線

## 施設
- 二瀬地域公民館
- NTT東日本 二瀬電話交換所
- 熊野神社
- 菅舩大明神
- 八幡大神社